# Institut finlandais d'Athènes
L'institut finlandais d'Athènes (finnois : Suomen Ateenan-instituutti; grec moderne : Φινλανδικό Iνστιτούτο Aθηνών) est un institut scientifique d'État finlandais basé à Athènes, en Grèce. Sa mission principale est de mener et de promouvoir l'étude de l'archéologie, de l'histoire, de la langue et de la culture grecques de l'antiquité à nos jours. Il fait partie des nombreux instituts archéologiques étrangers établis en Grèce.
L'institut, qui commence ses activités en 1984, est le deuxième plus ancien des instituts finlandais à l'étranger, ainsi que l'un des quelque 20 instituts scientifiques étrangers opérant à Athènes. La directrice actuelle de l'institut est Petra Pakkanen. L'institut est maintenu et soutenu financièrement par la Fondation finlandaise pour l'Institut d'Athènes,.

## Histoire

### Création
En 1982, le recteur de l'université d'Helsinki, Nils Oker-Blom (fi), propose la création d'un institut finlandais à Athènes, en se basant sur le modèle de l'institut finlandais de Rome (de), établi à Villa Lante depuis 1954. Cette initiative reçoit le soutien du consul honoraire de Finlande à Athènes, Konstantínos Lazarákis. La Fondation de l'institut finlandais d'Athènes est créée en 1983 et inscrite au registre des fondations en 1984, afin de permettre la réalisation du projet et, entre autres, la collecte de fonds nécessaires. Les dons proviennent de nombreuses sources, dont des entreprises, des fondations ou encore des universités. Au départ, nombre de spécialistes des antiquités se montrent sceptiques à l'égard de ce projet, craignant qu'il ne prive Villa Lante de son financement,.
L'institut commence ses travaux sous la direction de Paavo Castrén (fi) en septembre 1984. Au départ, il est hébergé dans un modeste appartement appartenant à son directeur, situé dans le quartier de Makrygiánni. Sur le plan pratique, les Finlandais reçoivent une aide importante provenant de l'institut suédois d'Athènes. Au moment de sa création, des instituts archéologiques de douze autres pays sont déjà en activité à Athènes. L'institut obtient le statut d'institut scientifique (archéologique) le 14 mai 1985 et son inauguration a lieu à l'Académie d'Athènes le 21 mai.
Les activités de l'institut sont consolidées, par la suite, sous la direction de son deuxième directeur, Jaakko Frösén (fi). L'institut est soutenu par l'État grâce aux fonds de la loterie depuis 1987.

### Acquisition de locaux propres

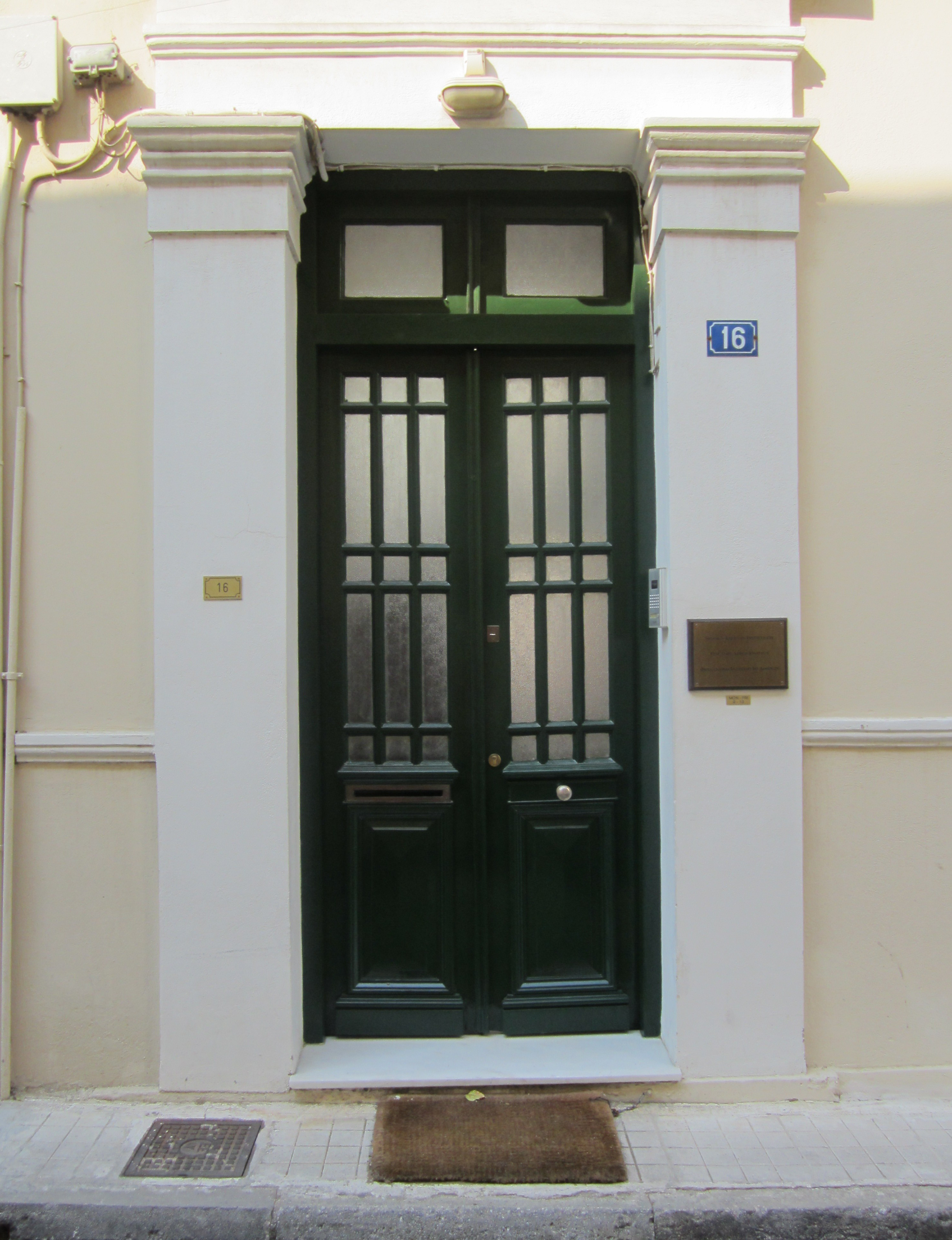
Vue de la porte principale de l'institut.

En 1987, il devient nécessaire pour l'institut d'acquérir ses propres locaux. La maison de la rue Zítrou, 16, est acquise, mais elle nécessite une rénovation complète sur plusieurs années. Le directeur, quant à lui, reçoit un appartement situé dans la rue Karyátidon voisine, qui est rénové et renforcé après le tremblement de terre de 1999.
Les étudiants sont initialement logés dans une pension appelée « Pénélope », louée à proximité en collaboration avec l'institut suédois. En 1994, Nikólaos G. Koronaíos fait don à l'Institut finlandais d'un immeuble d'habitation entier, afin que ce dernier puisse y installer son propre dortoir. Cette maison, dite « Koronaíos », est inaugurée en 1999.
Par la suite, il est décidé de créer une bibliothèque en collaboration avec d'autres instituts nordiques. La bibliothèque nordique (en), située à proximité de l'institut, est créée et devient opérationnelle en 1995.

### Début de la recherche
Avant le lancement de projets de terrain propres à l'institut, les chercheurs finlandais acquièrent, en premier lieu, une expérience de terrain en participant à des fouilles menées par des instituts grecs, ainsi que d'autres instituts nordiques, par l'intermédiaire de l'institut. Des travaux archéologiques de terrain propres à l'Institut commencent en 1999 à Paliámpela, près d'Aréthousa.
En 1990, l'institut décide la création d'un poste d'assistant pour la formation scientifique post-universitaire.

### Directeurs
- Paavo Castrén (fi) (1984–1988)
- Jaakko Frösén (fi) (1988–1992)
- Henrik Lilius (fi) (1992)
- Gunnar af Hällström (fi) (1993–1995)
- Kirsti Simonsuuri (fi) (1995–1997)
- Olli Salomies (fi) (1997–2000)
- Leena Pietilä-Castrén (fi) (2000–2004)
- Björn Forsén (fi) (2004–2007)
- Martti Leiwo (fi) (2008–2013)[4]
- Jari Pakkanen (fi) (2013–2017)[8]
- Björn Forsén (fi) (2018–2020)[9]
- Petra Pakkanen (2021–)

## Activité

### Activités de recherche

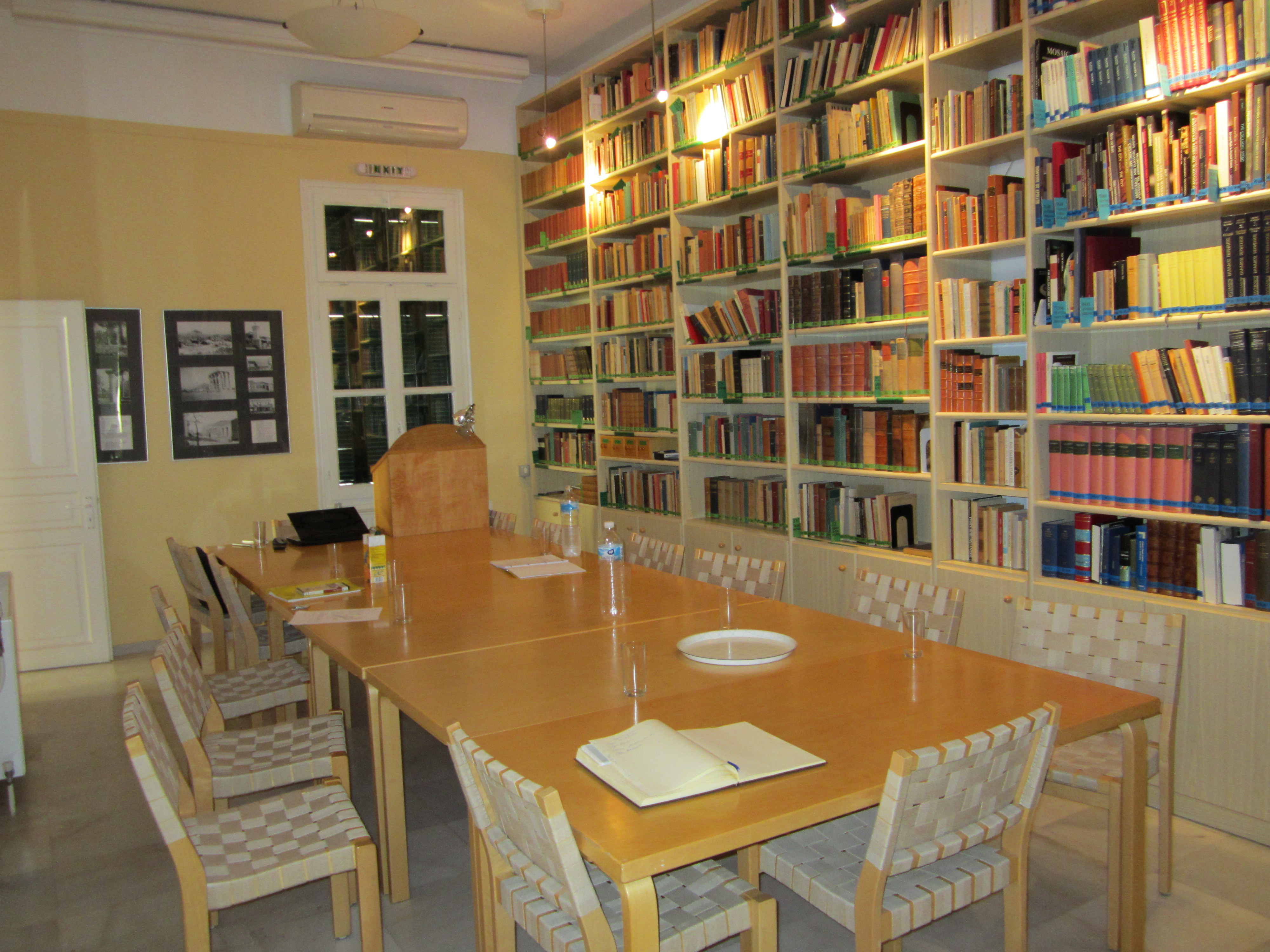
Vue des locaux de l'institut.

L'institut finlandais d'Athènes mène des recherches scientifiques par le biais de divers projets de recherche et de travaux archéologiques sur le terrain. L'institut a le statut d'école d'archéologie selon la loi grecque et est donc autorisé à effectuer des fouilles archéologiques en Grèce.
L'Institut mène des recherches à Athènes, notamment sur la période hellénistique et l'antiquité tardive, y compris sur les épigrammes romaines de Grèce. Il organise également des fouilles et des travaux archéologiques de terrain sur le site de l'église paléochrétienne de Paliámpela en Macédoine-Centrale, le temple de Zeus à Strátos en Étolie-Acarnanie, la vallée de la rivière Kokytós (de) en Thesprotie, la cité antique de Naxos en Sicile, ainsi que la cité antique de Salamine sur l'île du même nom. En outre, l'institut étudie également la Grèce moderne, ainsi que les liens de cette dernière avec la Finlande.
Depuis 1994, l'institut publie la série de publications scientifiques intitulée « Papers and Monographs of the Finnish Institute at Athens » et organise des congrès scientifiques, ainsi que des cours sur la Grèce et vise à faciliter les chercheurs et les étudiants finlandais. Par ailleurs, l'institut, sa résidence, ainsi que la bibliothèque scientifique nordique facilitent le travail et le séjour de chercheurs, étudiants et artistes finlandais en Grèce. L'institut participe également aux échanges culturels entre la Finlande et la Grèce.

### Projets de recherche et fouilles

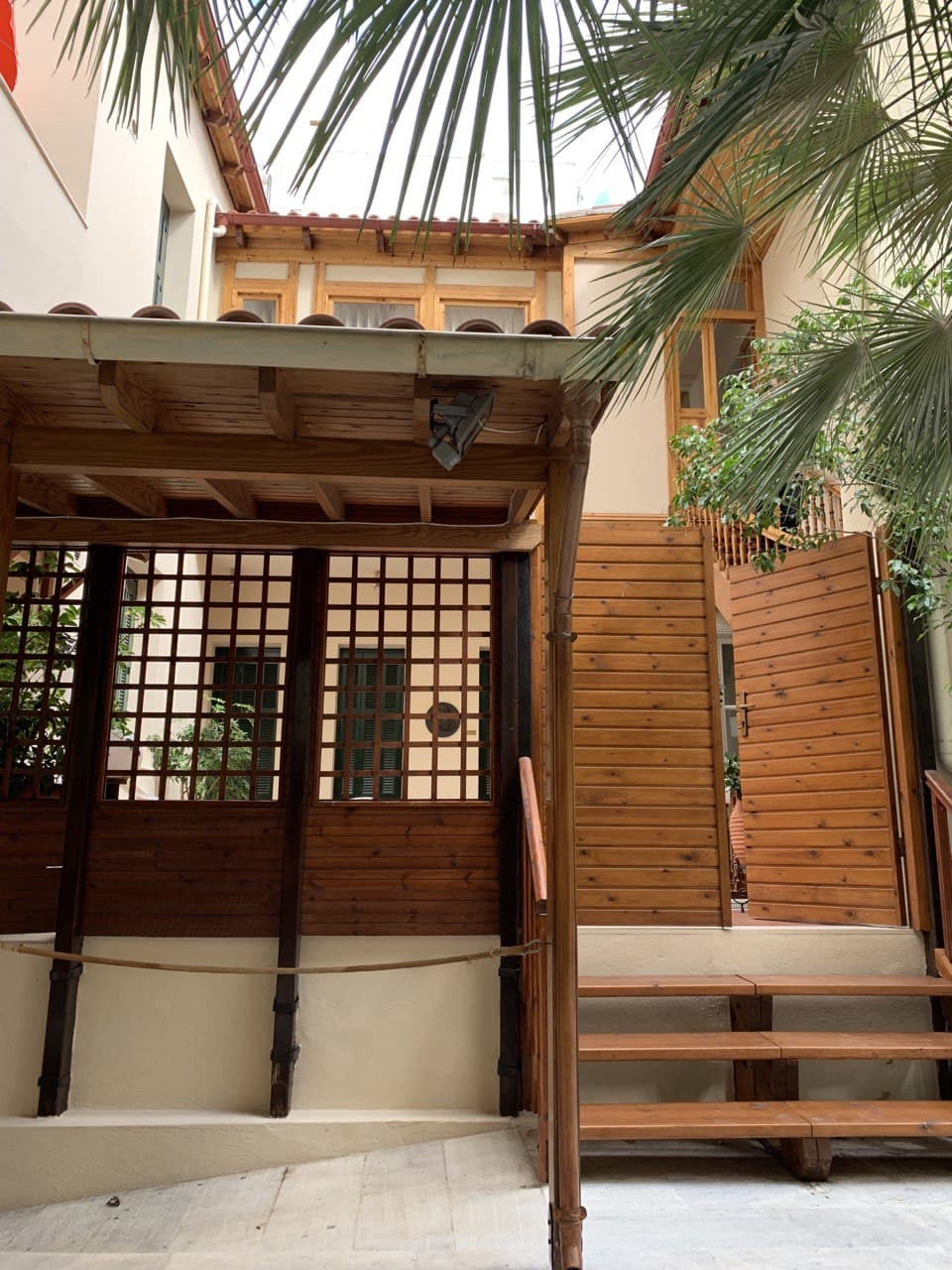
Vue de la cour de l'institut.

- la dernière renaissance païenne de l'Athènes antique, de 267 à 529;
- l'Athènes hellénistique (323-30 av. J.-C.);
- la débat sur la conception du monde dans l'Empire byzantin du Ve siècle;
- les mythes et la vision du monde dans la Grèce post-classique;
- fouilles et restauration de l'église paléochrétienne de Paliámpela, située près d'Aréthousa, dans le dème de Vólvi, en Macédoine-Centrale[11];
- les hérôon à la fin de la période classique et à l'époque hellénistique;
- la reconstruction en hauteur du temple de Zeus à Strátos basée sur une remesure du temple, situé à Strátos, près d'Agrínio, en Étolie-Acarnanie[12];
- épigrammes gréco-romaines ; fait partie du projet de l'unité supérieure de l'Académie de Finlande « Sources écrites du grec ancien » depuis 2006[13];
- un projet de recherche multidisciplinaire dans la vallée de Kokytós, en Thesprotie, en Épire[14];
- le sanctuaire d'Agía Paraskeví à Arachamítai et les bâtiments romains, situés près de Trípoli, en Arcadie[15];
- étude archéologique maritime du port antique de Cyllène (Kyllíni), situé dans le dème d'Andravída-Kyllíni, en Élide[16];
- cartographie urbaine et étude géophysique de la colonie grecque de Naxos, située sur l'île de Sicile, en Italie[17];
- étude des bâtiments, ainsi que du plan urbain de la cité antique de Salamine, située près d'Ambelákia, sur l'île du même nom, en Attique[18].

### Activités culturelles
En plus de ses activités scientifiques, l'institut organise également des événements culturels tels que des concerts, des expositions, des lectures de livres et des débats. Il existe une résidence d'artiste dans les locaux de l'institut, pour laquelle il est nécessaire de s'adresser directement auprès de l'institut. Il existe également une résidence dans le dortoir, à laquelle les écrivains peuvent prétendre en s'adressant auprès de l'Union des écrivains finlandais.
En 2020, l'institut finlandais d'Athènes rejoint le programme de mobilité TelepART, qui vise à promouvoir les opportunités pour les artistes du spectacle de voyager et de se produire à l'international. Le programme prévoit des subventions pour les frais de voyage, d'hébergement et de transport pour les représentations.

### Éducation
Outre la recherche et les activités culturelles, l'institut finlandais d'Athènes organise également des cours. La partie la plus visible de ces activités est le cours annuel d'introduction à la Grèce antique destiné aux étudiants de premier cycle universitaire. Le cours d'introduction a généralement lieu en automne et dure environ un mois. Les demandes d'inscription au cours sont ouvertes aux étudiants de toutes les disciplines, le principal critère d'admission étant l'intérêt personnel pour la Grèce antique et sa pertinence pour ses propres études. Le cours est organisé pour la première fois en 1999. Entre 2006 et 2009, le cours est organisé conjointement avec l'institut finlandais de Rome et s'appelle alors « Introduction à la Grèce et à la Rome antiques ».
Outre le cours d'introduction, l'institut organise également des cours de travail de terrain pour les étudiants dans le domaine de l'archéologie dans le cadre de divers projets. L'institut organise également des cours de formation pour les enseignants et les directeurs d'écoles secondaires et professionnelles. L'institut organise également des conférences thématiques pour des groupes et des cours dans d'autres instituts internationaux.

### Installations

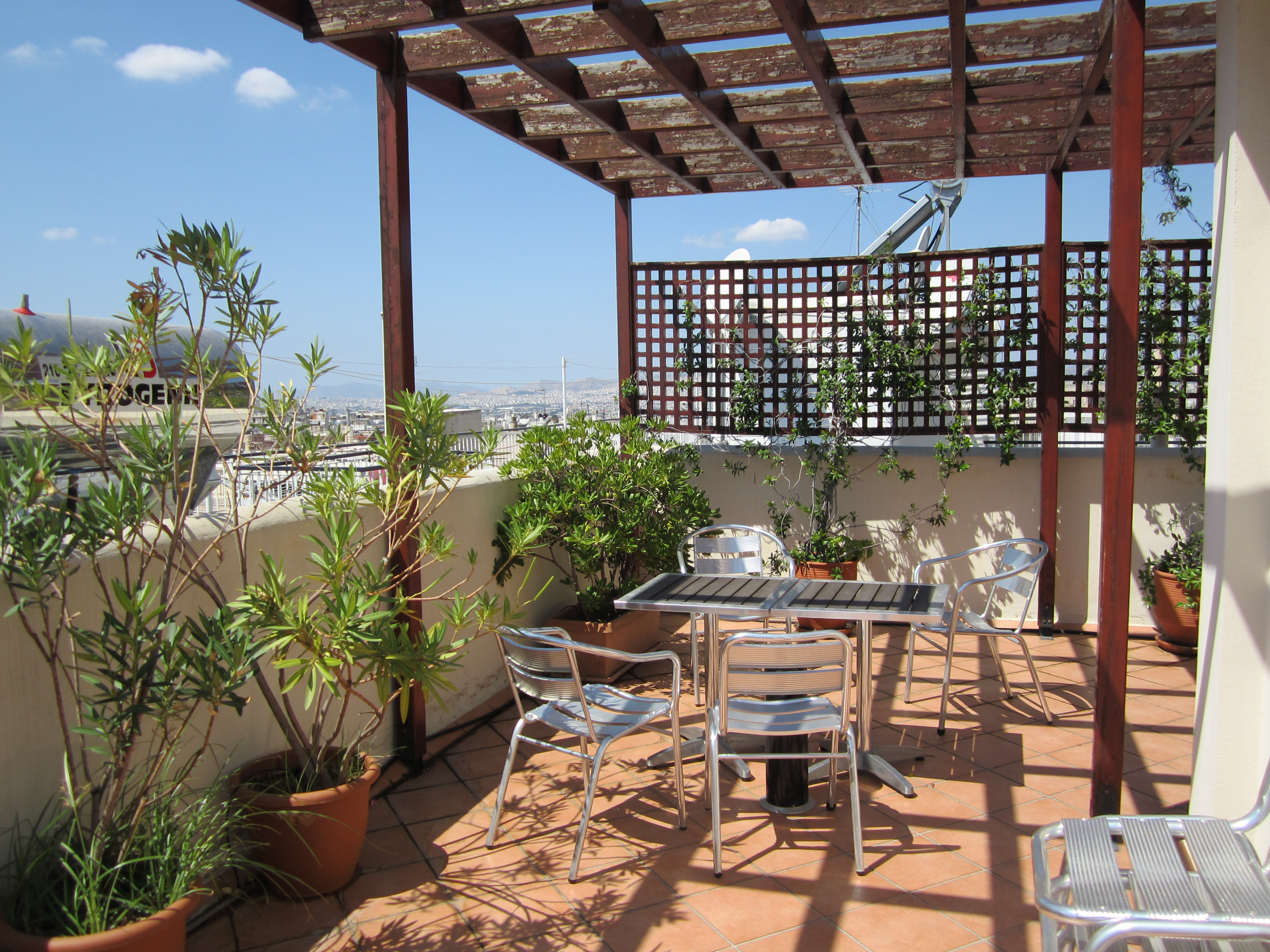
Vue du dortoir de l'institut, la maison Koronaíos.

L'institut finlandais d'Athènes est situé dans un bâtiment néoclassique dans le quartier de Makrygiánni, dans le centre-ville d'Athènes, juste au sud de l'Acropole et à proximité du Musée de l'Acropole. Le bâtiment abrite, entre autres, des bureaux pour le personnel de l'Institut, une salle de conférence et une bibliothèque. À proximité de l'institut se trouvent des instituts similaires appartenant à d'autres pays nordiques et non nordiques, ainsi que la bibliothèque nordique. La station de métro d'Athènes la plus proche de l'institut est Akrópoli.
La maison Koronaíos de l'institut est située dans le quartier athénien de Gýzi, au 25, rue Ioánnou Soútsou (37° 59′ 30″ N, 23° 44′ 39″ E). Le bâtiment compte six étages et un total de 13 appartements meublés de différentes tailles à louer. Le dortoir est plus facilement accessible en bus. Les stations de métro les plus proches sont Ampelókipi et Victória.

### Association des amis de l'Institut finlandais d'Athènes
En 1986, les Amis de l'Institut finlandais d'Athènes sont fondés afin de soutenir les activités de l'institut, ainsi que les échanges culturels entre la Finlande et la Grèce. L'association organise notamment des conférences et des voyages, distribue des bourses d'études et publie un magazine intitulé Helikon.